# Domanico
Domanico  község (comune) Olaszország Calabria régiójában, Cosenza megyében.

## Fekvése
A megye délnyugati részén fekszik. Határai: Carolei, Dipignano, Grimaldi, Lago, Malito, Mendicino és Paterno Calabro.

## Története
Első említése a 14. század elejéről származik, amikor a cosenzai érsek birtoka volt. A 19. század elején vált önálló községgé, amikor a Nápolyi Királyságban felszámolták a feudalizmust.

## Népessége
A népesség számának alakulása:

## Főbb látnivalói
- San Giovanni Battista-templom
- Madonna dell’Immacolata Concezione-templom
- Madonna del Carmine-templom